# CIDER ROAD
『CIDER ROAD』（サイダー・ロード）は、日本のバンドUNISON SQUARE GARDENの4作目のフルアルバム。2013年2月6日発売。

## 概要
- 前作『Populus Populus』より丁度1年7ヶ月ぶりのフルアルバム。前作以降のシングル表題曲「流星のスコール」と「リニアブルーを聴きながら」を含む全13曲を収録。
- 初回限定盤には、スタジオライブ音源4曲を収録したDVDが付属する。
- ピアノ・ストリングス・ホーンが多用されており、これは「オリオンをなぞる」の制作で手応えを得ての試みでもあるという[1][2][3]。
- 田淵曰く「アルバムは全て通しで45分くらいが丁度聴きやすいからその程度にしたいんだけど本作は伝えたい事が多すぎて1時間越えになってしまった」と語っている。次作となる｢Catcher In The Spy｣以降のアルバムは全てアルバム時間を50分以下に統一されている。さらに｢CIDER ROAD以降のアルバムはある意味おまけなのではないか｣と語る程にメッセージを主張したアルバムである。
- オリコン週間シングルチャートでは初登場9位を記録し、バンドのアルバムで初のトップ10入りを果たした。

## 楽曲について
※シングル表題曲はリンク先を参照のこと。
ため息 shooting the MOON
前曲から間を置かずに始まる。

like coffeeのおまじない
初めてホーンセクションが導入されている。

お人好しカメレオン
田淵曰く「命を削って作った曲」であり、そのためリリース以降もアルバムツアーを含めライブで披露されたことはなかった。リリースから6年後の、2019年に行われた結成15周年記念ライブ「15th Anniversary Live『プログラム15th』」の1曲目としてライブ初披露された。また、2023年に行われた「UNISON SQUARE GARDEN TOUR 2023 "Ninth Peel"」でツアー初披露された。

光のどけき春の日に
田淵曰くシングル収録候補曲であった楽曲である。

シャンデリア・ワルツ
本アルバム発売の約1年前に行われたツアー「ONEMAN TOUR 2012 SPECIAL 〜Spring Spring Spring〜」から披露されていた。田淵曰く「シングルで出したかった曲」であり、本アルバムの「バンドを線で理解してもらうために必要な手札」でリード曲的存在。10周年記念アルバム『DUGOUT ACCIDENT』には原曲のまま収録された。

## 収録曲について

### CD
| 全作詞・作曲: 田淵智也、全編曲: UNISON SQUARE GARDEN - 編曲協力（#1、4、12）：小林康太。 |                                                                                       |          |            |      |
| #                                                                                        | タイトル                                                                              | 作詞     | 作曲・編曲 | 時間 |
| 1.                                                                                       | 「to the CIDER ROAD」                                                                 | 田淵智也 | 田淵智也   | 4:06 |
| 2.                                                                                       | 「ため息 shooting the MOON」                                                          | 田淵智也 | 田淵智也   | 4:00 |
| 3.                                                                                       | 「リニアブルーを聴きながら」(アニメ映画『劇場版 TIGER＆BUNNY -The Beginning-』主題歌) | 田淵智也 | 田淵智也   | 4:57 |
| 4.                                                                                       | 「like coffeeのおまじない」                                                           | 田淵智也 | 田淵智也   | 3:53 |
| 5.                                                                                       | 「お人好しカメレオン」                                                                | 田淵智也 | 田淵智也   | 5:12 |
| 6.                                                                                       | 「光のどけき春の日に」                                                                | 田淵智也 | 田淵智也   | 5:54 |
| 7.                                                                                       | 「クロスハート1号線 (advantage in a long time)」                                      | 田淵智也 | 田淵智也   | 4:52 |
| 8.                                                                                       | 「セレナーデが止まらない」                                                            | 田淵智也 | 田淵智也   | 4:17 |
| 9.                                                                                       | 「流星のスコール」                                                                    | 田淵智也 | 田淵智也   | 5:13 |
| 10.                                                                                      | 「Miss.サンディ」                                                                     | 田淵智也 | 田淵智也   | 5:05 |
| 11.                                                                                      | 「crazy birthday」                                                                    | 田淵智也 | 田淵智也   | 3:29 |
| 12.                                                                                      | 「君はともだち」                                                                      | 田淵智也 | 田淵智也   | 6:06 |
| 13.                                                                                      | 「シャンデリア・ワルツ」(OAD『夜桜四重奏 ～ツキニナク～』エンディングテーマ)          | 田淵智也 | 田淵智也   | 5:07 |
| 合計時間:                                                                                | 合計時間:                                                                             | 62:11    |            |      |

### DVD (初回限定盤)
| #  | タイトル                                         | 作詞 | 作曲・編曲 |
| -- | ------------------------------------------------ | ---- | ---------- |
| 1. | 「シャンデリア・ワルツ」                         |      |            |
| 2. | 「クロスハート1号線 (advantage in a long time)」 |      |            |
| 3. | 「リニアブルーを聴きながら」                     |      |            |
| 4. | 「ガリレオのショーケース」                       |      |            |